# Капітанівське лісництво
Капіта́нівське лісництво — структурний підрозділ Кам'янського лісового господарства Черкаського обласного управління лісового та мисливського господарства.
Офіс знаходиться у смт Капітанівка, Новомиргородський район, Кіровоградська область.

## Лісовий фонд
Лісництво охоплює ліси Новомиргородського району.

## Об'єкти природно-заповідного фонду
У віданні лісництва не перебувають об'єкти природно-заповідного фонду.